# 神部満之助

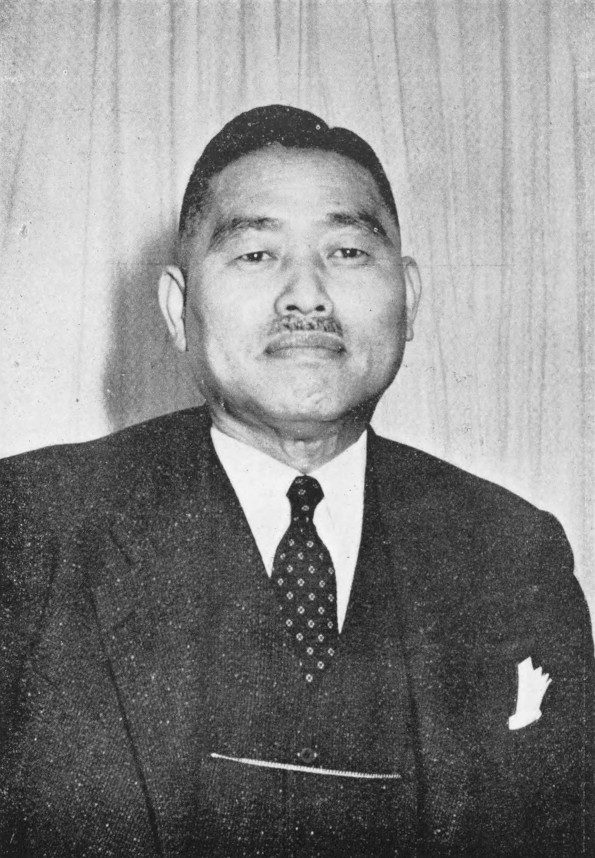
神部満之助（1953年頃）

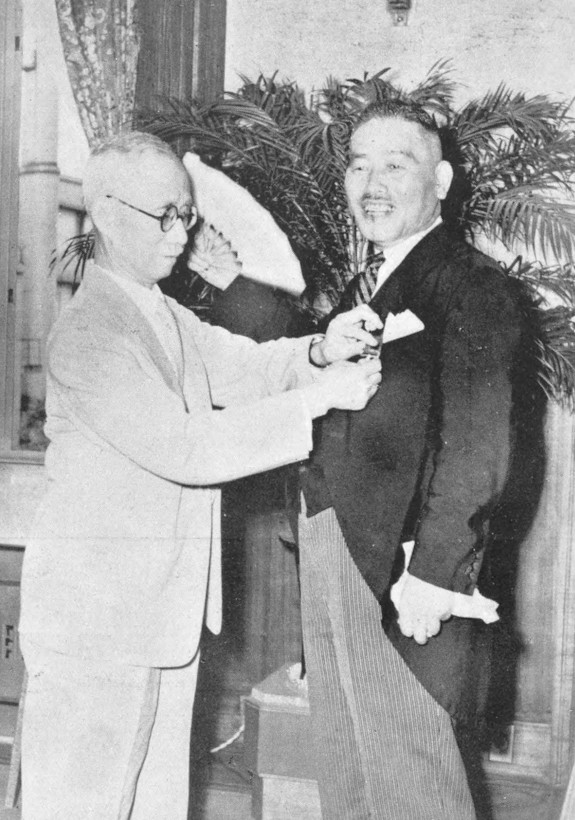
小原直から紺綬褒章を授与される神部満之助（1954年）

神部 満之助（かんべ まんのすけ、1893年〈明治26年〉1月2日 - 1972年〈昭和47年〉9月10日）は、日本の土木工事技術者、経営者。間組社長を務めた。

## 経歴
神奈川県足柄上郡南足柄村で裕福な家庭に生まれる。南足柄小学校高等科を経て、1909年（明治42年）に岩倉鉄道学校建設科を卒業し、同年10月に間組に入社した。約10年にわたって朝鮮半島で道路建設に従事した。
1923年（大正12年）6月、山梨県南巨摩郡で榑坪発電所（後の早川第一発電所）の工事を管轄していた早川出張所の主任が急死し、神部がその後任に就いた。1925年7月、当時50歳の松永安左エ門が大井川水系の電源調査のために赤石山脈を縦走することになり、神部が案内役として先導した。この時、神部が松永の体調を気遣って宿泊所となる小屋を建てて世話をした。これに感銘を受けた松永はこの小屋を「満之助小屋」と命名し、登山者の宿泊所となった（小屋は1980年代までに荒廃して使用不能になり、現存しない）。1926年8月には大倉土木（後の大成建設）の創業者、大倉喜八郎の赤石登山に同行し、山小屋で豆腐を提供して大倉をもてなした。神部は1931年4月に間組の東京営業部次長、1934年4月に取締役に就任し、1938年5月に常務を経て、1945年3月には間組で3代目の社長に就任した。
間組は水豊ダムの建設をきっかけに、第二次世界大戦後は丸山ダム、佐久間ダム、黒部ダムといった、日本のダムの歴史上著名で大規模なダム工事を次々に手掛け、間組は「日本一のダム屋」、神部は「日本のダム王」（神部によれば、松永安左エ門から得た称号とのこと）と称されるようになった。後年には土木工事だけでなく建築工事にも注力し、名古屋城や若松城の復元工事、東京都第二庁舎の建設工事などを手掛けた。
1958年12月22日、宮内庁が計画、建設省が実施した東宮御所造営工事の入札で6社より4750万円から7200万円の応札があった中、間組が1万円で応札した。これには入札が行われた建設省営繕局長室だけでなく、報道機関を通じて世間が騒然となった。神部は取締役営業部長時代に東宮仮御所の建設を担当した過去があり、どうしても自社でこの工事を請けたかった。この応札は間組の重役や従業員の合意を得ていたが、1万円とした発起人は神部で、12月1日に発行されたばかりの一万円紙幣から連想したものだった。
この直前、間組は名古屋城復元工事の入札に採算度外視の格安の値段を付けて落札しており、売名目的も含まれていると予想されたが、それを含めたとしても、1万円という値段は会社経営を無視した奉仕活動同然だった。世論では「これは入札ではなく贈与と同じだから無効だ。」という意見もあったが、当時の法律には最低制限価格がなく、合法である以上、このままでは間組を落札者とせざるを得なかった。世間から売名行為やダンピングとして批判され、政財界からも説得を受けたことで、間組は落札を辞退し、建設省からの提案で入札に参加した7社による共同企業体として工事を行うことになった。
1954年6月に紺綬褒章、1955年11月に藍綬褒章を受章した。1969年11月、健康上の問題から間組会長に就任という形で事実上の引退。
1972年9月10日、心不全のために死去。79歳没。

## 人物

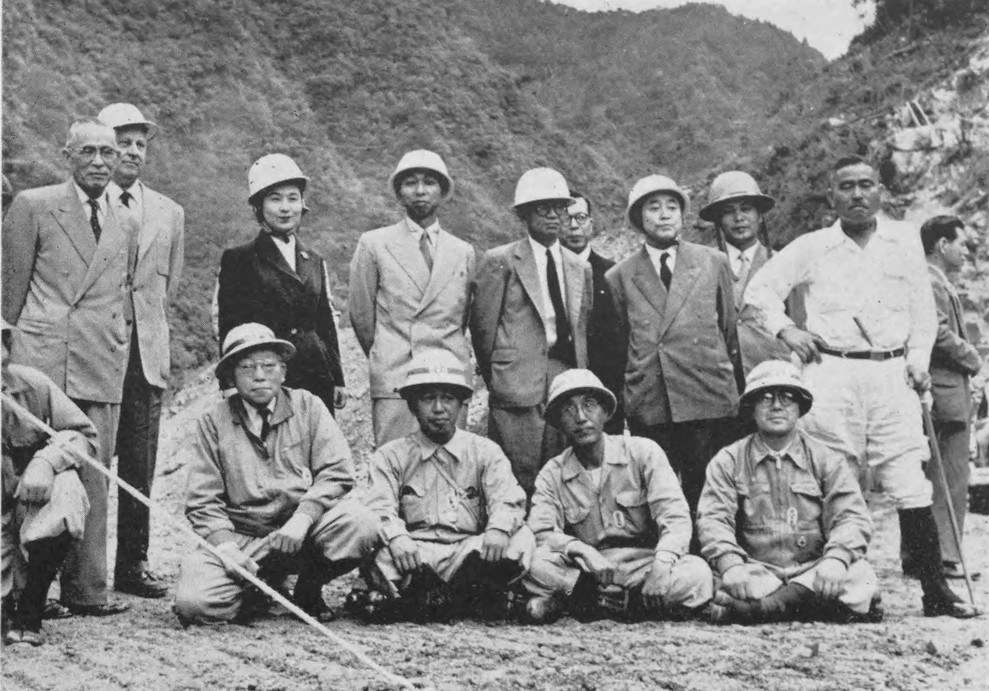
建設中の佐久間ダム底にて、高松宮・同妃（上列左から3番目）と神部（上列一番右）

間組は創業時より忠孝一致を重んじており、神部もそれを体現するワンマン社長であった。他方で、外部からはただ横紙破り的で奔放な性格に見えたことから「お祭り神部」とも呼ばれた。もっとも、これは日本が戦後まもなくの復興途上にあった中では社員の奮起と統率に効果的であったが、後年には、精神主義の下での会社経営は前時代的として競合他社に後れを取ることになった。
当時の間組は設計から施工まで自社の技術者で完結させる直営方式で責任を全うすることをモットーとしており、労務者の意思統一のため、社長である神部も地下足袋履きにゲートルといった作業員姿で工事現場へ赴いた。政財界の重鎮を迎えるときもこの姿で現れ、「神部のモーニング」と称された。起工式などの祝典ではしばしば笛の演奏を披露し、即興の俳句を詠み上げるという、ユニークな存在感を示した。
神部は敬神崇祖に熱心な皇室崇拝者としても知られた。皇室関係の工事件数は、先代の小谷清社長時代には6件であったのが、1945年に神部が社長になってから26件を手掛けていた。明治神宮との関わりも深く、元旦に行われる歳旦祭に必ず参加したほか、本殿の復元や社務所の建築といった復興工事に貢献したことから、1946年9月に当時の宮司から感謝状を授与された。
東宮御所造営工事の1万円入札事件の際に神部の説得を試みた当時の建設省営繕局長は、次のように回想した。
私は24日、間組社長を私邸に訪れたところ、社長は大時代的に襖払いをし、重役一同、社員一同及び下請一同から出された3通の工事獲得嘆願書を載せてある神棚の下で、私に物言うすきも与えず、約30分にわたって熱弁を振るった。曰く「今回の入札は、久能山に神詣でした際の御託宣によるもので、丁度1万円札が初めて発行された折でもあり、皇太子→聖徳太子→1万円という天啓的連想の下に決意したものである。」というようなことで、逆に私が説得されるていたらくとなった。
結果的に間組は落札を辞退したが、この事件で神部が皇室崇拝者として広く知られることになった。
神部は朝鮮遠征時代から趣味で囲碁に熱中しており、第二次世界大戦後は日本棋院の後援者として碁界の再建に寄与した。金銭面での援助に留まらず碁界での顔も広く、第6期本因坊戦での分裂騒動では仲裁に入った。その功績をたたえて日本棋院から五段位を贈られた。